# Carstologie
Carstologia este o ramură a geologiei care are ca obiect de studiu fenomenele carstice. Ea se ocupă cu relieful carstic, relief format pe roci solubile, având ca agent principal dizolvarea. 
Carstologia studiază atât formele prezente la suprafața pământului, cuprinse sub numele de exocarst, cât și cele din interiorul pământului, denumite endocarst.
Zonele carstice nu acoperă mai mult de 12% din suprafața Pământului.